# Александр IV Македонський
Александр IV Македонський (грец. Αλέξανδρος Δ'; 323—309 рр до н. е.) — македонський цар і давньоєгипетський фараон, який номінально правив у 316 — 309 роках до н. е. Зі смертю Александра IV завершилося 400-річне царювання македонської династії Аргеадів.

## Життєпис
Син Александра Великого від Роксани, принцеси Бактрії, народився через місяць після смерті батька і був негайно проголошений царем і співправителем свого дядька, Філіппа III Аррідея в 323 до н. е. Вавилонські джерела називають македонським царем у цей час саме Філіппа Аррідея, не згадуючи про дитину Александра. Жоден зі співправителів не мав ніякого політичного впливу: Філіпп був розумово відсталим, а Александр — немовлям. Від їх імені правила низка регентів, в той час як воєначальники македонської армії, наділені Александром Великим сатрапіями, тим часом набирали силу і відвойовували собі незалежність. Спочатку так звані македонські царі перебували під опікою Пердікки, потім, після його загибелі в 321 до н. е., влада над ними перейшла до старого соратника Філіпа II, правителя Македонії Антипатра.
Ще через два роки після смерті Антипатра царі приєдналися до ворогуючих партій. Філіпп Аррідей, спонукуваний властолюбною дружиною Еврідікою, взяв бік Кассандра, сина Антипатра, а Александра IV приєднали до партії його бабусі Олімпіади, матері Александра Великого, і Полісперхонта, колишнього соратника Антипатра.
У 317 до н. е. Філіппа Аррідея убила Олімпіада Епірська, і її чотирирічний онук Александр IV залишився єдиним царем Македонії. У наступному році переміг Кассандр і стратив Олімпіаду. Тепер у Александра IV не залишалося покровителів, тільки вороги. Титулованого царя з матір'ю тримали під щільною опікою у фортеці Амфіполя, практично під арештом. Кассандр позбавив хлопчика царських привілеїв і слуг, звелівши поводитись з ним як з простим македонцем.
Про царя пам'ятали інші діадохи. Антигон I Одноокий в Малій Азії видав декрет з вимогою звільнити Александра з ув'язнення і відновити в правах на трон, проте викликати таким чином хвилювання в Македонії йому не вдалося.
До 309 до н. е. Кассандр укріпився в Македонії, але законний спадкоємець дорослішав, і у нього було чимало прихильників. У зв'язку з цим Кассандр наказав таємно стратити чотирнадцятирічного Александра і його мати Роксану. Згідно з Павсанієм, їх отруїли. Тіла Александра і Роксани таємно поховали, і македонці не скоро дізналися про смерть свого царя.